# Аделаїда Лабіль-Жияр
Аделаїда Лабіль-Жияр (фр. Adélaïde Labille-Guiard; 11 квітня 1749 — 24 квітня 1803) — французька художниця і педагог.

## Життєпис
Народилась в Парижі в родині, де було восьмеро дітей. Аделаїда була наймолодшою. Батько був володарем крамнички галантереї. Аделаїда навчалась в монастирській школі, а потім допомагала батькові в крамничці.
Сусідом родини Лабіль був художник Франсуа-Андре Венсан (1746—1816), котрий був на три роки старший за Аделаїду. Дівчина бачила його роботу і сама забажала стати художницею. Батьки дозволили доньці брати уроки малювання у сусіда-художника, позаяк малюванням бавились і доньки із шляхетних родин.

## Шлюб і розлучення
В серпні 1769 року з Аделаїдою пошлюбився фінансовий чиновник Ніколя Жияр. Уроки малювання з Венсаном увірвалися і через шлюб Аделаїди, і через від'їзд художника у Італію, де той перебував п'ять років. До прізвища Лабіль додалось прізвище Жияр, під яким художниця і увійшла в історію.
Чоловік не заважав дружині опановувати художні техніки. До 1774 року Аделаїда брала уроки пастельного живопису у художника Моріса Кантена де Латура. Пастельна техніка мала широкий попит у Франції в добу рококо. Техніка не ввжалась важкою, бо не потребувала декількох етапів сушки, дозволяла скільки завгодно разів переробляти малюнок і виправляти невдалі місця.
І Франсуа-Андре Венсан, і Кантен Латур працювали портретистами. Портретисткою стала й Аделаїда.
Шлюб з Жияром був бездітним. В липні 1779 року Аделаїда подала на розлучення, але процес затягнули на роки. Аделаїда і Жияр роз'їхалися. Після повернення Венсана з Італії, Аделаїда брала у нього уроки олійного живопису.

## Членство у художній академії і скандал
Майстриня почала працювати художницею і виборола популярність. Мода на портрети не вщухала. Серед замовників жінки-художниці — чиновництво і юристи, нудьгуючі іноземні і французькі пані, декілька художників чоловіків. Портретний живопис художниці подобається і вона отримує замови від аристократів і королівської родини, що вважалось добре зробленою художньою кар'єрою.
В травні 1783 року Аделаїду Лабіль-Жияр прийняли в Королівську академію живопису. За тодішнім законом академія мала право прийняти тільки чотирьох жінок-художниць. Прийняття Аделаїди в академію не всіма сприймалось схвально. Була створена і розповсюджена брошура, де ганьбили художницю. Її звинуватили в тому, що конкурсні твори, які вона подала на розгляд у академію, нібито створені Венсаном. Аби зганьбити майстриню остаточно, її також звинуватили у сексуальній нестриманості. Скандал вдалося припинити, бо в справу втрутилась маценатка художниці, графиня д'Ангвільє, котра була дружиною директора академії.

## Заснування художньої школи для жінок
Лабіль-Жияр зробила власні висновки з несхвального ставлення чоловіків-колег по академії. Того ж 1783 року Аделаїда Лабіль-Жияр заснувала в Парижі художню школу для жінок. Того ж 1783 року до неї прийшли навчатися перші дев'ять учениць. З деякими з них художниця роками підтримувала дружні стосунки.

## Перебування в революційні роки

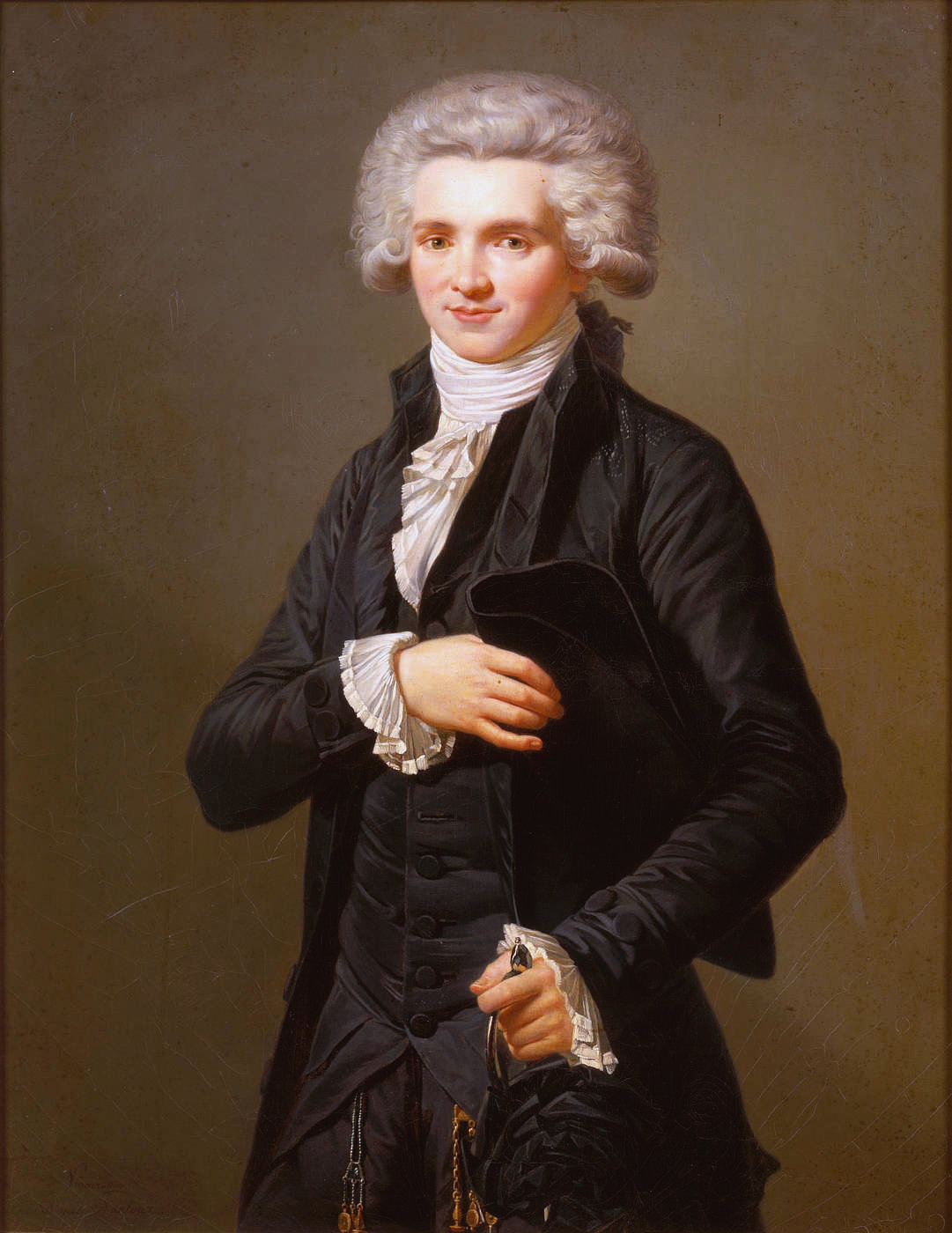
Лабіль-Жияр. «Максиміліан Робесп'єр», 1786 р., Версаль.

З початком французької революції з країни почалась еміграція. Аделаїда Лабіль-Жияр, що не мала шляхетного походження, залишилась в Парижі. Але її наближеність до аристократії і королівської родини могла бути загрозою для життя. Аби зменшити компромат і підстави для звинувачень, художниця сама знищила декілька портретів з зображеннями представників королівської родини Франції її роботи.
У роки революції продовжила працювати портретисткою. Але відтепер створювала портрети лідерів революційного уряду. Перший портрет Робесп'єра Лабіль-Жияр створила ще 1786 року, коли той був молодим і мало відомим адвокатом.
1791 року вона передала в подарунок грошову суму на користь Національного зібрання Франції того ж 1791 р. організувала виставку з тринадцяти (13) портретів членів Національного зібрання. У власній промові перед академіками виголосила вимогу про надання жінкам-художницям однакових прав з художниками-чоловіками. На хвилі революційних реформ її пропозиції були прийняті академіками. Але спротив не припинився, і в роки поразки французької революції прийняті пропозиції скасували.

## Останні роки
1792 року Аделаїда разом із коханим Венсаном та двома ученицями покинула небезпечний Париж. До 1796 року разом з Венсаном вона мешкала в орендованому будинку у Понтеле.
Повернення у Париж відбулося 1796 року. Лабіль Жияр стане першою французькою жінкою-художницею, котра отримала право мати художню майстерню в колишньому палаці Лувр (як її колеги чоловіки), де Лабіль-Жияр працювала зі своїми ученицями і помічницями. В останні роки життя брала участь в Паризьких Салонах.
В червні 1799 року, по закінченні судових розглядів, пов'язаних із юридичним розлученням з першим чоловіком Н. Жияром, вона отримала юридичне право на новий шлюб.
Вони з Франсуа-Андре побралися. Аделаїда стала відтоді мадам Венсан. Аделаїда померла 1803 року. Франсуа-Андре пережив дружину на тринадцять років і помер 1816 року.

## Вибрані твори
- " Автопортрет ", акварель
- « Автопортрет з двома ученицями»
- «Феліция де Ланьо», 1765
- «Жан Рішар Батлер»

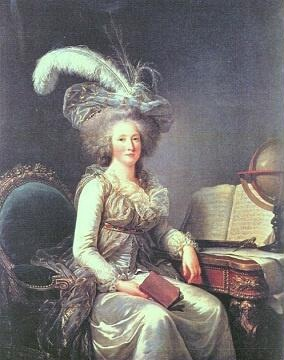
Лабіль-Жияр. «Мадам Елізабет у власному кабінеті» (сестра короля Людовика XVI), 1787 р., приватн. збірка.

- « Хелена Массальська», пастель, після 1779, Національний музей (Варшава)
- "Марі Аврора Саксонська "
- «Огюстен Пажу», скульптор, 1782, Лувр
- "Мадам Клодіон " (Флора Пажу), 1783
- "Франсуа Андре Венсан ", художник
- "Портрет Робеспьєра ", 1786, Версаль
- Марі Аделаїда Французька, принцеса, 1787
- "Графиня де Сельве ", 1787
- «Мадам Алексіс», 1787
- «Марі Луїза де Бурбон», 1788
- «Маркіза де Лафпйєт», 1790, США
- "Мадам де Жанліс ", 1790, [Музей мистецтв округу Лос-Анжелес[]], США
- «Йоахим Лебретон», 1795. Канзас сіті, США
- "Марі Габріель Капет ", 1798
- "Жіночий портрет ", Музей образотворчих мистецтв імені Пушкіна, Москва

## Галерея вибраних творів

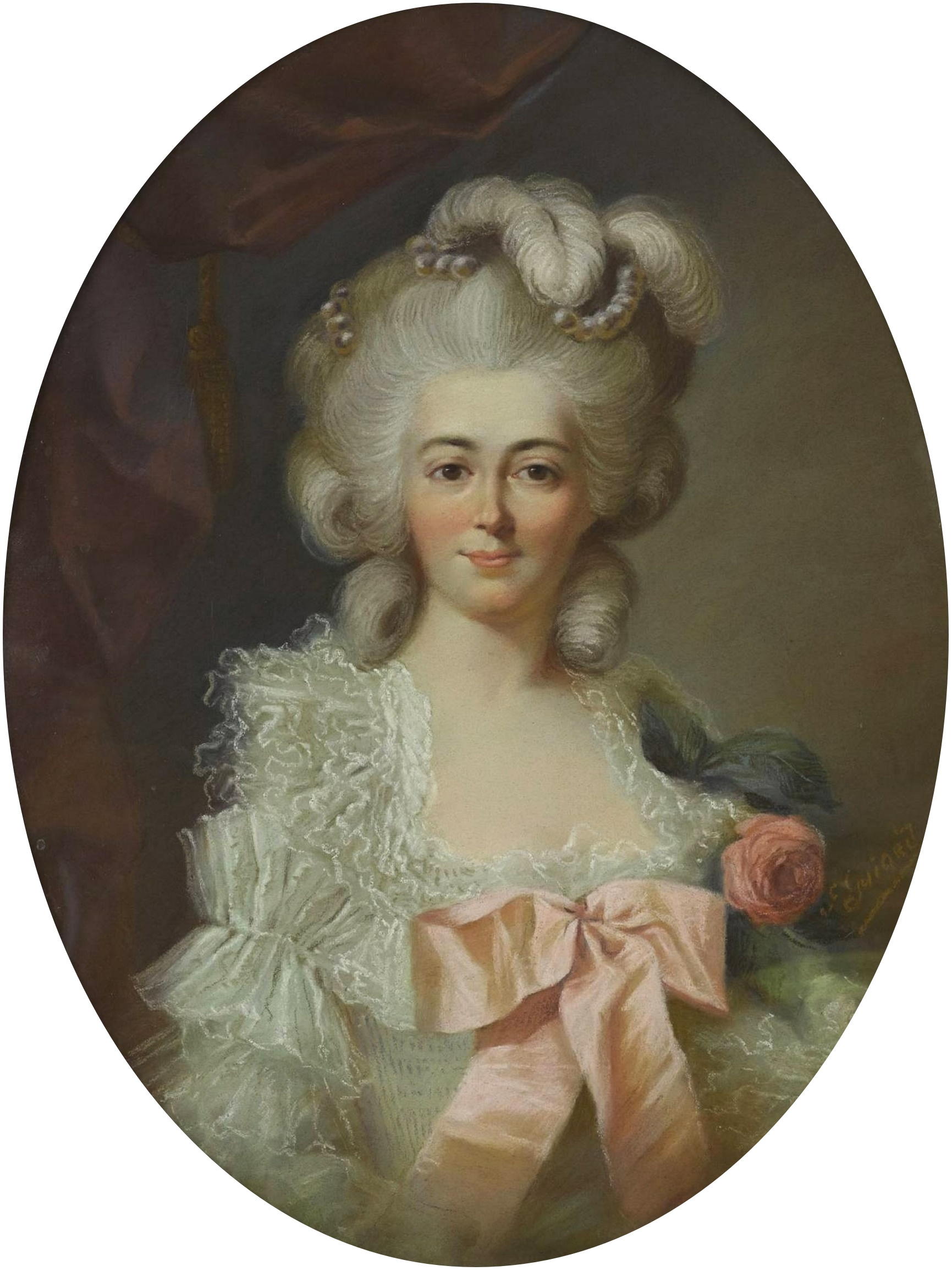
« Хелена Массальська», пастель, після 1779

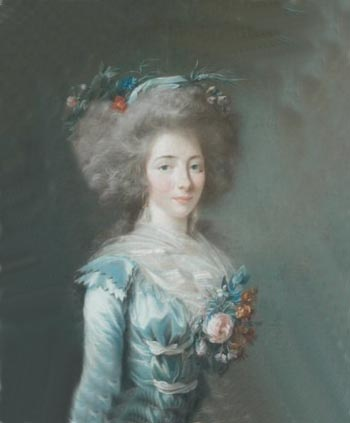
«Феліция де Ланьо», 1765
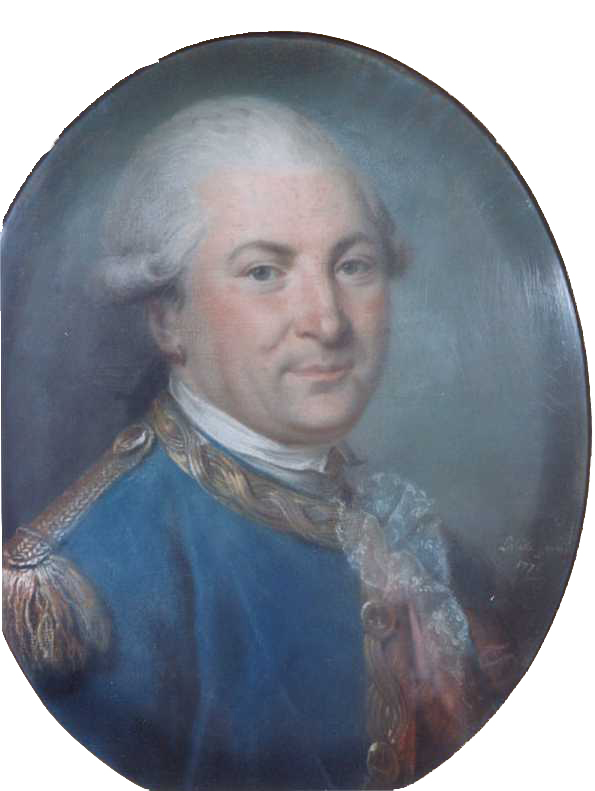
«Жан Рішар Батлер»
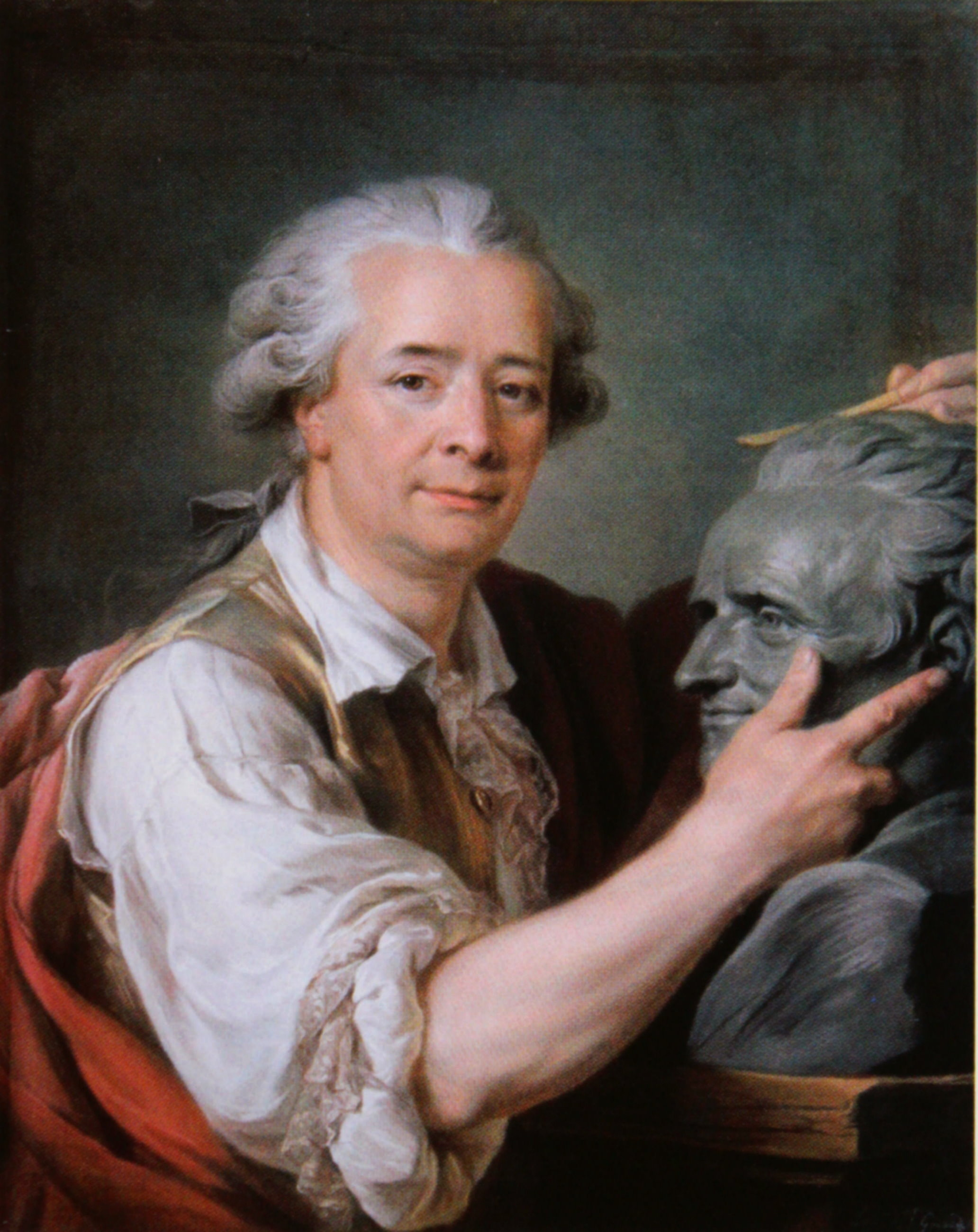
«Огюстен Пажу», скульптор, 1782, Лувр
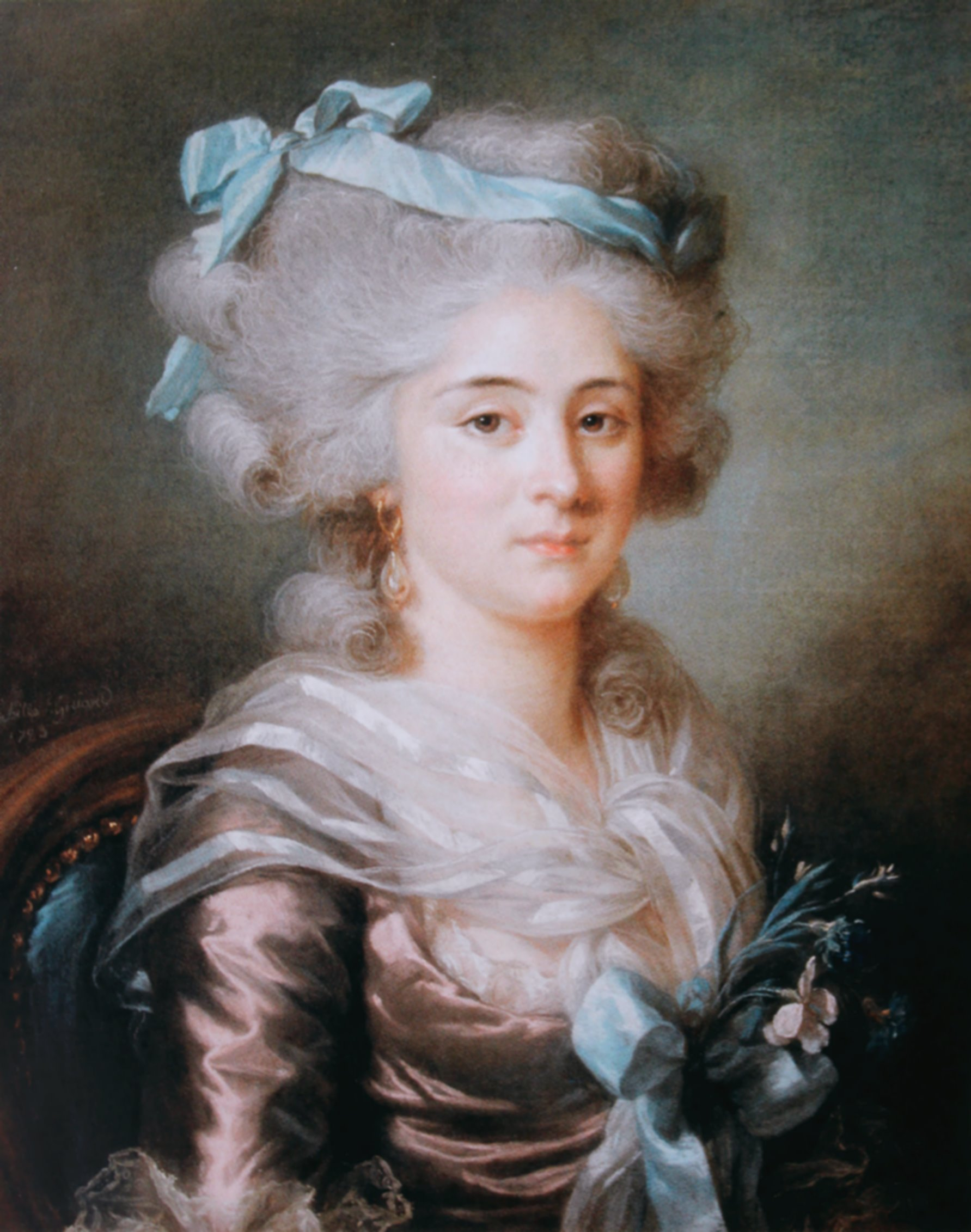
«Мадам Клодіон » (Флора Пажу), пастель, 1783, Лувр